# 3-Phenoxybenzylalkohol
3-Phenoxybenzylalkohol ist eine chemische Verbindung aus der Gruppe der Benzylalkohole.

## Gewinnung und Darstellung
Für die Herstellung von 3-Phenoxybenzylalkohol lässt man 3-Phenoxytoluol mit Dibromdimethylhydantoin (DBDMH) in einem unpolaren Lösungsmittel reagieren. Anschließend hydrolysiert man das Zwischenprodukt.

## Verwendung
3-Phenoxybenzylbromid wird zur Synthese von Pyrethroiden, wie z. B. Permethrin, benötigt. 3-Phenoxybenzylalkohol entsteht wieder bei deren Zersetzung.